# Stuurmofhoes
Stuurmofhoezen zijn leren, canvas of kunststof overtrekken die aan het stuur van een motorfiets bevestigd worden. 
De handen kunnen in de moffen gestoken worden zodat ze uit de wind zitten. Ze hebben als naddel dat bij hogere snelheid de handrem en koppeling soms niet meer bediend kunnen worden, omdat de stuurmof er tegen gedrukt wordt. Stuurmofhoezen zijn vrijwel uitgestorven sinds de komst van stroomlijnkuipen en toerschermen.